# سهراب غلامی (روستا)
سهراب غلامی، روستایی از توابع بخش جزینک شهرستان زهک در استان سیستان و بلوچستان ایران است.

## جمعیت
این روستا در دهستان جزینک قرار دارد و براساس سرشماری مرکز آمار ایران در سال ۱۳۸۵، جمعیت آن ۴۸۶ نفر (۱۰۰خانوار) بوده است.